# バンディ (YouTuber)
バンディ（1984年7月2日 - ）は、愛知県出身のYouTuberである。本名は坂野 裕哉（ばんの ゆうや）。松竹芸能所属のお笑い芸人を経て、YouTuberのMEGWINが設立した株式会社MEGWIN TVに入社しディレクターを務める。2018年に退社し、独立。YouTubeチャンネル「ばんのけ」を開設した。
主にDIYを行う動画を配信しており、その腕を買われ2019年にはテレビ番組『グッとラック!』内のコーナー「解決！あなたのお宅のデッドスペース！」を担当した。
バンディの妻も高頻度で出演しており、料理上手な一面を覗かせている。また、彼女が制作した「防御力が高すぎるパン」シリーズも人気を集め、激辛ペヤングを料理に使用する等のドッキリ企画も数多く投稿されている。
2019年10月16日に行われたMicro-Star Internationalの日本法人MSI Japanとキヤノンマーケティングジャパンの新製品発表会では動画クリエイターとして登壇しMSI製品をアピールした。

## 雑誌
- DIYで作るオンリーワンの秘密基地 軽トラハウスマスターブック -同じDIYがジャンルであり、同じ所属事務所のYouTuber「埼玉の仙人」とのスペシャル企画として対談が収録された[5]。